# Édouard Néron
Édouard Néron est un homme politique français né le 15 février 1867 à Veracruz (Mexique) et mort le 4 janvier 1945 à Clermont-Ferrand

## Biographie
Maire de Monistrol-sur-Loire de 1896 à 1919, puis de 1923 à 1925, Conseiller général en 1902, il se présente en tant que républicain libéral pendant les élections législatives de 1906, il est député de la Haute-Loire de 1906 à 1914,puis de 1919 à 1924. Sénateur de la Haute-Loire de 1924 à 1940, il se spécialise sur les questions douanières.
Il assista, en 1932, au jubilé du Puy-en-Velay.
Il fait partie des 569 parlementaires qui votèrent les pleins pouvoirs au maréchal Philippe Pétain le 10 juillet 1940 à l'Assemblée nationale.

## Sources
- « Édouard Néron », dans le Dictionnaire des parlementaires français (1889-1940), sous la direction de Jean Jolly, PUF, 1960 [détail de l’édition]